# Golf a 2016. évi nyári olimpiai játékokon
A 2016. évi nyári olimpiai játékokon a golfban két versenyszámot rendeztek. A versenyszámokat augusztus 11. és 20. között rendezték.

## Éremtáblázat
| A 2016. évi nyári olimpiai játékok éremtáblázata golfban | A 2016. évi nyári olimpiai játékok éremtáblázata golfban | A 2016. évi nyári olimpiai játékok éremtáblázata golfban | A 2016. évi nyári olimpiai játékok éremtáblázata golfban | A 2016. évi nyári olimpiai játékok éremtáblázata golfban | Olimpia  |
| -------------------------------------------------------- | -------------------------------------------------------- | -------------------------------------------------------- | -------------------------------------------------------- | -------------------------------------------------------- | -------- |
|                                                          | Ország                                                   | Arany                                                    | Ezüst                                                    | Bronz                                                    | Összesen |
| 1.                                                       | Dél-Korea (KOR)                                          | 1                                                        | 0                                                        | 0                                                        | 1        |
| 1.                                                       | Nagy-Britannia (GBR)                                     | 1                                                        | 0                                                        | 0                                                        | 1        |
|                                                          |                                                          |                                                          |                                                          |                                                          |          |
| 3.                                                       | Svédország (SWE)                                         | 0                                                        | 1                                                        | 0                                                        | 1        |
| 3.                                                       | Új-Zéland (NZL)                                          | 0                                                        | 1                                                        | 0                                                        | 1        |
|                                                          |                                                          |                                                          |                                                          |                                                          |          |
| 5.                                                       | Egyesült Államok (USA)                                   | 0                                                        | 0                                                        | 1                                                        | 1        |
| 5.                                                       | Kína (CHN)                                               | 0                                                        | 0                                                        | 1                                                        | 1        |
|                                                          |                                                          |                                                          |                                                          |                                                          |          |
| Összesen                                                 | Összesen                                                 | 2                                                        | 2                                                        | 2                                                        | 6        |

## Érmesek
| A 2016. évi nyári olimpiai játékok érmesei golfban |                                         |                                   |                                            |
| Versenyszám                                        | Arany                                   | Ezüst                             | Bronz                                      |
| Férfi egyéni                                       | Justin Rose · Nagy-Britannia (GBR)      | Henrik Stenson · Svédország (SWE) | Matt Kuchar · Egyesült Államok (USA)       |
| Női egyéni                                         | Pak Inbi (Park In-bi) · Dél-Korea (KOR) | Lydia Ko · Új-Zéland (NZL)        | Feng San-san (Feng Shan-shan) · Kína (CHN) |